# هنری گراتان نولان
هنری گراتان نولان (انگلیسی: Henry Grattan Nolan; ۵ مهٔ ۱۸۹۳ – ۸ ژوئیهٔ ۱۹۵۷) وکیل، سیاستمدار و قاضی اهل کانادا بود. وی همچنین برندهٔ جوایزی همچون بورسیه رودز شده‌است.